# Donville-les-Bains

Donville-les-Bains este o comună în departamentul Manche, Franța. În 1 ianuarie 2022 avea o populație de 3.133 de locuitori.